# Nyköpings gæstebud
Nyköpings Gæstebud var en julefest der ifølge Erikskrøniken, fandt sted på Nyköpingshus 11. december 1317 , hvor kong Birger Magnusson af Sverige, inviterede sine brødre, hertugerne Erik og Valdemar til julefest, men i stedet fængslede dem, og lod dem sulte ihjel i borgtårnet.

## Forhistorie
Brødrene Valdemar, hertug af Finland mm. og Erik, hertug af Västergötland mm. havde tidligere gennemført et kup (Håtunalegen) mod Sveriges kong Birger . Efter at de danske og norske konger havde grebet ind blev der opnået forlig i 1310 og Sverige blev delt mellem brødrene i tre suveræne stater.

## Gæstebuddet
Elleve år senere blev hertugerne Erik og Valdemar i forsoningens tegn indbudt til at fejre jul på Nyköpingshus med kong Birger og dronning Märta Eriksdatter af Danmark. Natten mellem den 10. og 11. december 1317 blev der holdt en banket som skulle gå ind i historien som «Nyköpings gæstebud».
I henhold til Erikskrøniken gik begge hertugerne til sengs mens kongens rigsdrost Johan von Brunkow kom med et kompagni armbrøstskytter og fængslede begge hertugerne. Kong Birger indfandt sig selv og mindede dem om Håtunalegen: «Mindes i noget om Håtunalegen? Jeg mindes den klart.»

## Hertugerne fængsles
Hertugerne Erik og Valdemar blev indsat i slottets fangehul. Kong Birger havde imidlertid fejlbedømt den politiske situation i landet. Der udbrød i 1318 oprør mod ham og han blev tvunget til at flygte til Gotland og herfra drog han senere videre til Danmark. Hertugerne vidste at der ikke var nogen forsoning i vente fra Birger og efter fem uger i fangehullet oprettede de deres testamenter . De blev dateret den 18. januar 1318 og findes fortsat bevaret. En af de som eksekverede testamenterne var stormanden Birger Persson. Kort tid efter døde begge brødrene i fængslet. I henhold til traditionen døde de efter pinefuld sultedød.

## Dramatiseringer
August Strindberg har skrevet et teaterstykke om hændelserne, og landsantikvaren Ivar Schnell har skrevet stykket Nyköpings Gästabud baseret på det historiske gæstebud. Det blev opført første gang i 1942 ved den årlige midtsommerfest på Nyköpingshus. Efter at midtsommerfestene ophørte blev skuespillet opført hvert år i løbet juli måned på samme sted. Fra 1997 blev der spillet en anden version af stykket, forfattet av Lennart Lidström.

## Eksterne kilder og henvisninger
- Nyköpings Gæstebud i Erikskrønikan fra litteraturbanken.se